# پاسیفیک کوستال ایرلاینز
پاسیفیک کوستال ایرلاینز (به انگلیسی: Pacific Coastal Airlines) یک شرکت هواپیمایی با کد یاتا 8P است که در تاریخ ۱۹۸۷ میلادی تأسیس شده‌است. دفتر مرکزی پاسیفیک کوستال ایرلاینز در فرودگاه بین‌المللی ونکوور واقع شده‌است و قطب این شرکت هواپیمایی در فرودگاه بین‌المللی ونکوور قرار دارد و به ۱۶ مقصد، پرواز انجام می‌دهد.